# The Modern Prodigal
The Modern Prodigal é um filme mudo norte-americano de 1910 em curta-metragem, do gênero drama, dirigido por D. W. Griffith, baseado no romance The Southerner, de Bess Meredyth.
O filme foi produzido e distribuído por Biograph Company. Cópia do filme encontra-se conservada.